# Eutelia suffundens
Eutelia suffundens là một loài bướm đêm trong họ Noctuidae.